# Luis de San Simón
Luis de San Simón y Ortega (Palma de Mallorca, 12 de marzo de 1864 -?) fue un aristócrata, abogado y político de Baleares, España, conde de San Simón (título francés). Miembro del Partido Conservador, fue senador por las Islas Baleares entre 1901-1902 y 1905-1907, y fue elegido diputado al Congreso por el distrito electoral de Palma Mallorca en las elecciones legislativas de 1891, 1898, 1899, 1903 y 1907.